# Bergenshalvøen
Bergenshalvøya eller Bergenshalvøen er en halvø som omfatter hele de to kommunene Bergen og Os, samt den vestlige fjerdedel af Samnanger i distriktet Midthordland på Vestlandet i Vestland fylke i Norge.
Arealet er på omkring 600 km², og der bor mere end 287.000 mennesker der. Halvøen hænger sammen med fastlandet ved Samnanger og den vestligste flig af Vaksdal kommune. Afstanden fra inderst i Samnangerfjorden til Sørfjorden er kun omkring 5 km, men der ligger høje bjerge i området og det laveste punkt ligger på cirka 460 moh. i Grøskaret.
Bergenshalvøen er omkranset af Samnangerfjorden og Fusafjorden i sydøst, Bjørnafjorden i syd, Korsfjorden med fjordarmene Lysefjorden og Fanafjorden mod sydvest, Raunefjorden mod vest, Byfjorden mod nordvest og Sørfjorden mod nordøst. Broderparten af halvøen ligger i Bergen kommune med et areal på 465 km², og et indbyggertal på 268.926 (1. april 2013) . Den sydlige del ligger i Os kommune, som har et areal på 139 km² og et folketal på 18.294 (1. april 2013) . I øst ligger omkring 64 km² i Samnanger og 9 km² i Vaksdal. Tidligere var der flere selvstændige kommuner på halvøen som omkransede gamle Bergen by, mod øst lå Arna (indtil 1964 Haus), mod syd Fana , mod vest Laksevåg og mod nord Åsane. Alle disse indgik i storkommunen Bergen i 1972, så der nu kun er de før nævnte kommuner tilbage.
I nyere tid har der også været snak om sammenlægning af disse to kommuner og andre kommuner i Hordaland, men det er ikke blevet til noget endnu. Området har mange byområder, men det der er mest af, er bjergområder som ligger helt øde, specielt i bydelene Arna og Fana (Byfjeldene og Gullfjeldet), men også i dele af Os. Der findes også nogle landbrugsområder, mest i den sydlige del, Fana og Os.